# MAN B4
MAN - Nürnberg B4 (również Düwag B4) – wagony doczepne z fabryki MAN produkowane w latach 1955–1966, odpowiadające modelowi T4 i SSW. Eksploatowane przez MPK S.A. w Krakowie od 1989 do 2009. 

## Konstrukcja
Wagon jednokierunkowy. Posiada troje drzwi, z czego jedne dwuskrzydłowe.

## Eksploatacja
Były użytkowane przez VAG (przedsiębiorstwo komunikacyjne) w Norymberdze - wycofane zostały z powodu rozbudowy sieci metra i likwidacji części torowisk tramwajowych. 
23 doczepy B4 zostały wraz z tramwajami T4 w latach 1989–90 podarowane przez Norymbergę dla przedsiębiorstwa komunikacji w Krakowie; w 1993 roku doszły jeszcze dwie doczepy. 
11 listopada 2009 MPK Kraków oficjalnie wycofało z eksploatacji te wagony. Składy z GT6 zostały zastąpione składami wagonów E1 i C3, a same GT6 przestały być eksploatowane w 2012 roku.